# La Haye-d’Ectot
La Haye-d’Ectot – miejscowość i gmina we Francji, w regionie Normandia, w departamencie Manche.
Według danych na rok 1990 gminę zamieszkiwało 147 osób, a gęstość zaludnienia wynosiła 20 osób/km² (wśród 1815 gmin Dolnej Normandii La Haye-d’Ectot plasuje się na 739. miejscu pod względem liczby ludności, natomiast pod względem powierzchni na miejscu 694.).